# MojoPac
MojoPac là một sản phẩm ảo hóa ứng dụng của RingCube Technologies. MojoPac biến mọi thiết bị lưu trữ dùng cổng USB 2.0, như iPods, ổ đĩa tháo lắp nhanh USB, đĩa cứng linh động, điện thoại cá nhân tích hợp USB, máy ảnh kỹ thuật số tích hợp USB vào một môi trường máy tính ảo. Thuật ngữ "MojoPac" đã được sử dụng bởi công ty này để ngụ ý về các ứng dụng chạy trên HĐH, môi trường đã được ảo hóa chạy trong chương trình này, và các thiết bị lưu trữ USB chứa các phần mềm và ứng dụng tương ứng. MojoPac hỗ trợ nhiều phần mềm như Firefox và Microsoft Office, và nó còn đủ hiệu năng để chạy các trò chơi phổ biến như World of Warcraft hay Half-Life 2.

## Sử dụng
Để khởi đầu cài đặt thiết bị MojoPac, người dùng chạy trình cài đặt và chọn thiết bị USB đã được gắn vào hệ thống. Một khi MojoPac đã được cài, nó tạo ra một tập tin thực thi tại gốc của thiết bị cùng với tập tin autorun cho phép người dùng chọn các tùy chọn, trong đó có khởi động môi trường MojoPac tự động khi gắn thiết bị vào máy tính (vấn đề máy chủ được cấu hình như thế nào). Một khi ứng dụng này khởi động, một cửa sổ Windows mới (với toàn bộ phông nền, biểu tượng, giao diện, v.v...) mở ra trong môi trường ảo hóa của MojoPac. Bất cứ ứng dụng nào chạy trong môi trường này chỉ chạy trên thiết bị USB mà không ảnh hưởng đến tập tin hệ thống của máy chủ. Người dùng có thể cái các phần mềm thông dụng (bao gồm Microsoft Office, Adobe Photoshop, Firefox) trên thiết bị lưu trữ di động bằng cách đơn giản là chạy trình cài đặt của chúng bên trong môi trường ảo. Người dùng có thể chuyển đổi qua lại giữa mày chủ và môi trưởng ảo của MojoPac bằng cách dùng MojoBar ở trên cùng màn hình. Một khi người dùng hoàn thành công việc với các chương trình trên ổ đĩa tháo lắp, họ chỉ cần thoát khỏi MojoPac và tháo thiết bị USB ra.
Để chạy các ứng dụng trên một máy tính khác, người dùng không cần cài đặt lại chúng. Thay vào đó họ có thể lắp thiết bị lưu trữ di động vào bất cứ máy tính chạy Windows XP nào. Toàn bộ thiết lập của người dùng, cũng như các ứng dụng, và các đặc tính của tài liệu là như nhau bất luận máy tính nào đang được kết nối với thiết bị USB. Máy tính không cần bất kỳ chương trình hay trình điều khiển nào để sử dụng được MojoPac, tuy nhiên quyền quản trị là bắt buộc nếu "người dùng MojoPac" không cài trên máy chủ.
Khi thiết bị lưu trữ di động được tháo khỏi một máy tính, không còn thông tin cá nhân nào được lưu lại máy tính đó.

## Yêu cầu hệ thống
- Yêu cầu Windows XP Home hoặc Pro; Windows 2000 không được hỗ trợ, còn Vista sẽ được hỗ trợ trong tương lai gần  Lưu trữ ngày 27 tháng 9 năm 2007 tại archive.today
- Yêu cầu mức truy cập với quyền quản trị.  Một phiên bản đặc biệt, MojoPac Usher, có thể chạy ở các trường đại học hoặc các môi trường làm việc chặt chẽ khác (cấm dùng tài khoản quản trị) nếu quản trị viên đăng nhập vào nó một lần  Lưu trữ ngày 27 tháng 5 năm 2007 tại archive.today. Phiên bản giới hạn cho người dùng cuối đang ở giai đoạn phát triển.  Lưu trữ ngày 9 tháng 11 năm 2006 tại archive.today

## Bảo mật
MojoPac không bao gồm tính năng cho phép mã hóa dữ liệu trên ổ đĩa USB, nhưng có một hệ thống mật mã bảo vệ tránh trường hợp một ai đó muốn bật môi trường MojoPac lên. Toàn bộ tập tin trên ổ đĩa USB không kèm thêm bất cứ thành phần mã hóa nào, điều này sẽ thành vấn đề nếu thiết bị MojoPac bị mất (người khác sẽ lấy được dữ liệu không mã hóa trên USB). Tuy nhiên, không có sự khác biệt so với bản cài đặt Windows XP mặc định và MojoPac có thể được dùng cùng với phần mềm OTFE như FreeOTFE  hay TrueCrypt để cung cấp một giải pháp mã hóa mạnh mẽ và khả năng từ chối đáng tin cậy (giống như Windows XP). Một thiết bị MojoPac được bảo mật sử dụng kiểu phần mềm này khá an toàn trong trường hợp bị đánh cắp.
Bởi vì quá trình ảo hóa thực hiện bởi MojoPac, các ứng dụng chạy bên trong môi trường MojoPac không thể (nói chung) chỉnh sửa được máy chủ (host). Lấy ví dụ, tất cả lịch sử sử dụng của Internet Explorer và các trình duyệt mạng khác đều được lưu trong thiết bị USB hơn là trong máy chủ. Một cách tương tự, nếu một chương trình khả nghi cố gắng xóa tập tin C:\Windows directory bên trong MojoPac, tập tin trên thiết bị USB sẽ bị xóa, nhưng tập tin ở trên máy chủ vẫn còn nguyên. Tuy nhiên, có khả năng dành cho người dùng chỉnh sửa tập tin hệ thống của MojoPac qua đó ánh xạ hành vi tương ứng từ môi trường ảo hóa vào máy chủ, thế nên mức độ cách ly hiện nay giữa môi trường ảo và máy chủ không mạnh bằng giải pháp được cung cấp bởi các công nghệ ảo hóa toàn phần như của VMware. RingCube đã coi đây là một lỗi đã biết được chú ý trong các phiên bản tới của MojoPac trong tương lai..

## So sánh với các hệ thống khác

### Các giải pháp lưu động thay thế
Điều quan trọng nhất cần nhớ khi so sánh MojoPac với các giải pháp khác đó là MojoPac tái tạo toàn bộ môi trường làm việc của bạn lên máy khách, VD như thiết lập Desktop, phông nền, mục ưu thích, v.v... đều có thể sửa dụng bất ở cứ đâu. Nói một cách khác, khi làm việc lưu động nó cũng đem lại hiệu quả cao như thể người dùng đang làm việc tại máy tính của chính họ. Các giải pháp khác không có đặc tính này và chỉ chạy ứng dụng mobile trên Desktop ở máy khách đang được sử dụng.
U3 yêu cầu những sửa đổi đến ứng dụng khách để làm chúng chạy trên thiết bị ngoài. Điều đó nghĩa là nó không hỗ trợ những ứng dụng có bản quyền cụ thể chẳng hạn như Microsoft Office và Adobe Photoshop. Ceedo có thể chạy tất cả các ứng dụng (kể cả Microsoft Office cũng như Adobe Photoshop 7) mà không cần sửa đổi bằng cách sử dụng chức năng "Argo" đi kèm với Ceedo cho cá nhân và Ceedo cho doanh nghiệp hoặc dùng Thư mục chương trình trực tuyến của Ceedo. Cả U3 lẫn Ceedo đều có thể chạy không cần quyền quản trị trong khi MojoPac hiện thời không thể. MojoPac có một lớp ảo hóa ngăn chặn ứng dụng ghi vào ổ đĩa cứng của máy chủ; Ceedo làm tốt việc đó; còn U3 đòi hỏi ứng dụng trở thành "kín" ("unobtrusive").
VMware ThinApp cho phép các ứng dụng chạy trên khác thiết bị lưu trữ ngoài mà không cần sửa đổi ứng dụng và hỗ trợ các ứng dụng như Microsoft Office hay Photoshop. Thêm vào đó VMware ThinApp có thể chạy không cần quyền quản trị cũng như không đòi hỏi cải đặt trình điều khiển thiết bị. Quá trình ảo hóa của VMware ThinApp có thể cấu hình để đóng gói toàn bộ thay đổi trên máy chủ khỏi việc bị sửa đổi, chỉ cho phép sửa đổi Desktop và My Documents, hoặc cho phép toàn quyền truy xuất đọc ghi trên hệ thống tập tin của máy chủ. VMware ThinApp có thể khởi động từ thiết bị lưu trữ USB trong một vài giây ở một máy tính khác, Mojopac phải tái cấu hình lại chính nó và đòi hỏi thời gian đến vài phút. VMware ThinApp yêu cầu một lát chụp "snapshot" dùng một máy tính sạch chạy Windows để ảo hóa ứng dụng cũng như tối ưu cho chạy trên ISV, công ty, và môi trường doanh nghiệp. Mojopac cung cấp một môi trường ảo hóa riêng biệt dễ dàng hơn cho việc chuyển đổi của các khách hàng cụ thể. VMware ThinApp hỗ trợ tất cả các phiên bản hệ điều hành Windows và tự tái cấu hình một cách linh động để di chuyển ứng dụng từ HĐH này sang HĐH khác. VMware ThinApp chiếm ít hơn 500KB trên đĩa, trong khi Mojopac đòi hỏi ít nhất 35MB trống trên đĩa cứng dành cho việc cài đặt. VMware ThinApp có thể chạy ứng dụng trực tiếp từ phần đĩa nén trong nửa cho tới gấp đôi thời gian gắn thiết bị USB. Nên chú ý rằng VMware ThinApp là một phần mềm rất đắt đỏ, đòi hỏi giá tiền lên đến 6050USD  để làm công việc của mình, đặt nó ngoài tầm tay của các khách hàng cá nhân.

### Các giải pháp ảo hóa thay thế
Moka5 và Portable ACE sử dụng VMware để ảo hóa ứng dụng. Điều đó có nghĩa chúng yêu cầu người dùng cài đặt các trình điều khiển và trình hiển thị của VMware trên máy tính chủ.  Bởi vì sự ảo hóa của MojoPac yêu cầu ít hiệu suất hơn, nó có thể chạy các trò chơi mới cũng như các ứng dụng nghe nhìn đa phương tiện thiếu ấn tượng hơn so với Portable ACE. MojoPac cũng có một dấu vết nhỏ vì thiết bị linh động không yêu cầu một bản cài đặt Windows đầy đủ. Mojopac đã tuyên bố hỗ trợ cho Juniper SSL VPN Solution vào ngày 7 tháng 8 năm 2007.